# Rodrigo Taddei
Rodrigo Ferrante Taddei (São Paulo, 6 maart 1980) is een voormalig profvoetballer uit Brazilië. De middenvelder speelde een groot deel van zijn carrière voor AS Roma. Hij was een speler die op veel posities kon spelen, vooral op de vleugels.
Taddei speelde in zijn geboorteland voor Palmeiras. In 2002 trok het Italiaanse AC Siena hem aan. Na drie seizoenen maakte hij een binnenlandse transfer naar AS Roma, waar hij in het seizoen 2005/06 direct een basisspeler werd. Na een contract tot de zomer van 2010 kon hij transfervrij weg, maar hij tekende bij tot de zomer van 2014. Hij beëindigde zijn loopbaan in 2016 bij Perugia.

## De aurelio
Taddei staat bekend om een door hem uitgevonden passeerbeweging, de zogenaamde aurelio. Hierbij wordt de bal met een vloeiende beweging strak aan de voet achter het standbeen langs gebracht, om vervolgens voorlangs weer aan de beginzijde te eindigen met de bedoeling de tegenstanders in één-tegen-één-situaties op het verkeerde been te zetten. Hij vernoemde de beweging naar Aurelio Andreazzoli, destijds assistent-trainer van AS Roma, die hem uitdaagde dergelijke bewegingen eens in de wedstrijd te proberen, hetgeen Taddei in oktober 2006 ook deed in een Champions Leaguewedstrijd tegen Olympiacos.

## Loopbaan
- 2000-2001: Palmeiras
- 2002-2005: AC Siena
- 2005-2014: AS Roma
- 2014-2016: Perugia